# Luna 10
Luna 10 (series E-6S), còn được gọi là Lunik 10, là một tàu vũ trụ robot thuộc chương trình Luna của Liên Xô, phóng lên năm 1966. Đây là vệ tinh nhân tạo đầu tiên của Mặt Trăng.

## Tàu vũ trụ
Dụng cụ khoa học bao gồm quang phổ tia gamma cho năng lượng từ 0,3-3 MeV (50–500 pJ), từ kế ba trục, thiết bị phát hiện thiên thạch, dụng cụ nghiên cứu plasma mặt trời và thiết bị đo phát xạ hồng ngoại từ mặt trăng và điều kiện bức xạ môi trường Mặt Trăng. Các nghiên cứu hấp dẫn cũng được tiến hành.
Luna 10 đã tiến hành nghiên cứu sâu rộng về quỹ đạo mặt trăng, thu thập dữ liệu quan trọng về cường độ từ trường của Mặt trăng, vành đai phóng xạ và bản chất của đá mặt trăng (có thể so sánh với đá bazan trên cạn), bức xạ vũ trụ và mật độ micrometeoroid. Có lẽ phát hiện quan trọng nhất của nó là bằng chứng đầu tiên về nồng độ khối lượng (gọi là "mascons") - các khu vực có mật độ cao bên dưới lưu vực hố Mặt Trăng mà làm nhiễu quỹ đạo của Mặt Trăng. Phát hiện của tàu này thường được ghi nhận cho chương trình Lunar Orbiter của Mỹ.

## Chuyến bay
Tàu vũ trụ Luna 10 được phóng lên Mặt Trăng từ quỹ đạo Trái Đất vào ngày 31 tháng 3 năm 1966. Tàu vũ trụ tiến vào quỹ đạo mặt trăng vào ngày 3 tháng 4 năm 1966 và hoàn thành quỹ đạo đầu tiên 3 giờ sau đó (vào ngày 4 tháng 4, Moskva). Sau khi chỉnh sửa vào ngày 1 tháng 4, Luna 10, chiếc thứ hai trong hai thiết bị đầu dò Ye-6S của Liên Xô, đã đi thành công vào quỹ đạo Mặt Trăng hai ngày sau đó vào lúc 18:44 UT. Một khoang dụng cụ 245 kilogram tách ra khỏi tàu chính, nằm trong quỹ đạo 350 x 1.000 km nghiêng 71,9 ° đến đường xích đạo mặt trăng.
Luna 10 được cấp nguồn pin và hoạt động cho bay quanh mặt trăng 460 lần và 219 lần truyền dữ liệu hoạt động trước khi tín hiệu vô tuyến bị ngừng hoạt động vào ngày 30 tháng 5 năm 1966.